# Apios americana
Apios americana, auch Erdbirne genannt, ist eine Pflanzenart innerhalb der Familie der Hülsenfrüchtler (Fabaceae). Sie ist in Nordamerika weitverbreitet.

## Beschreibung

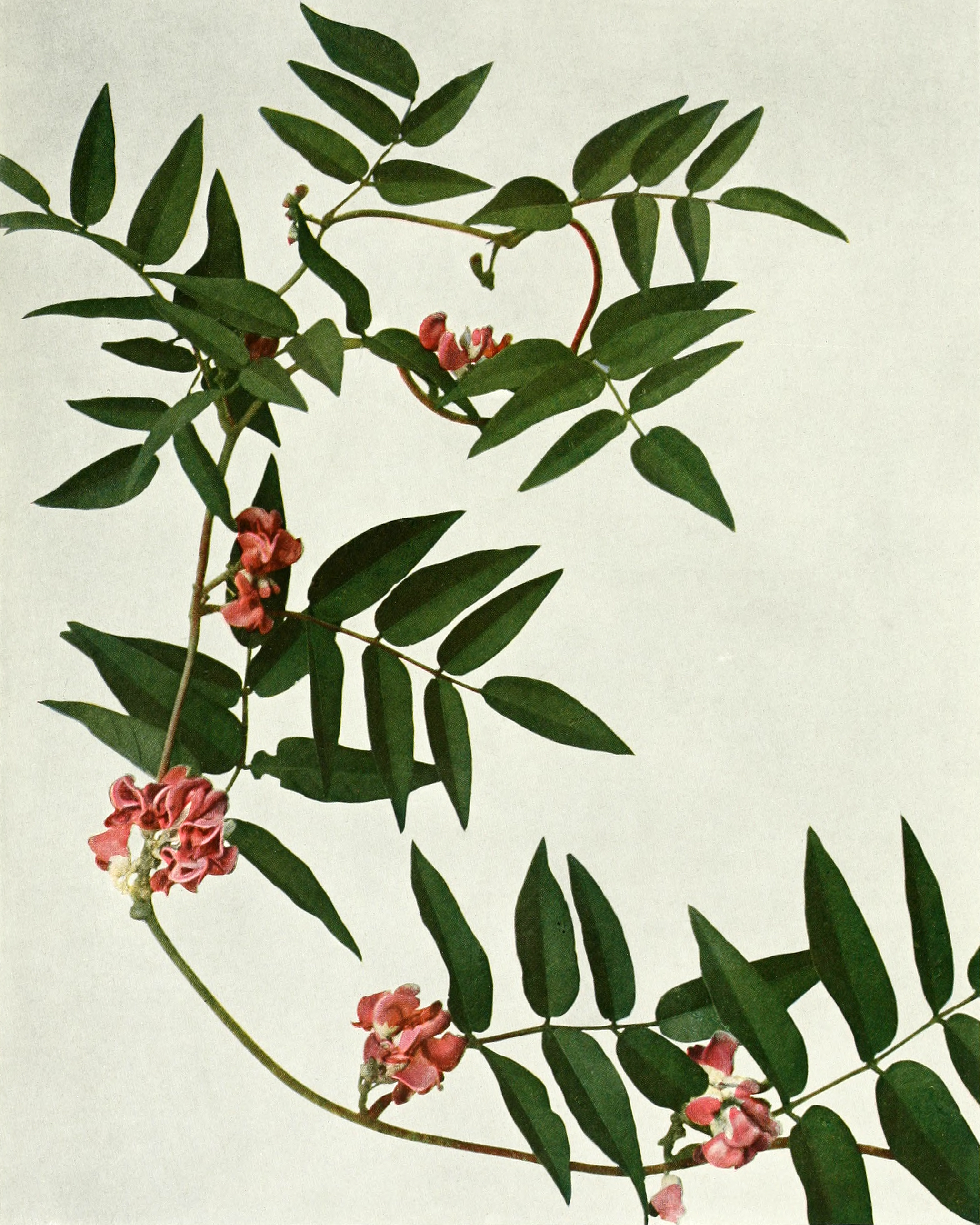
Illustration

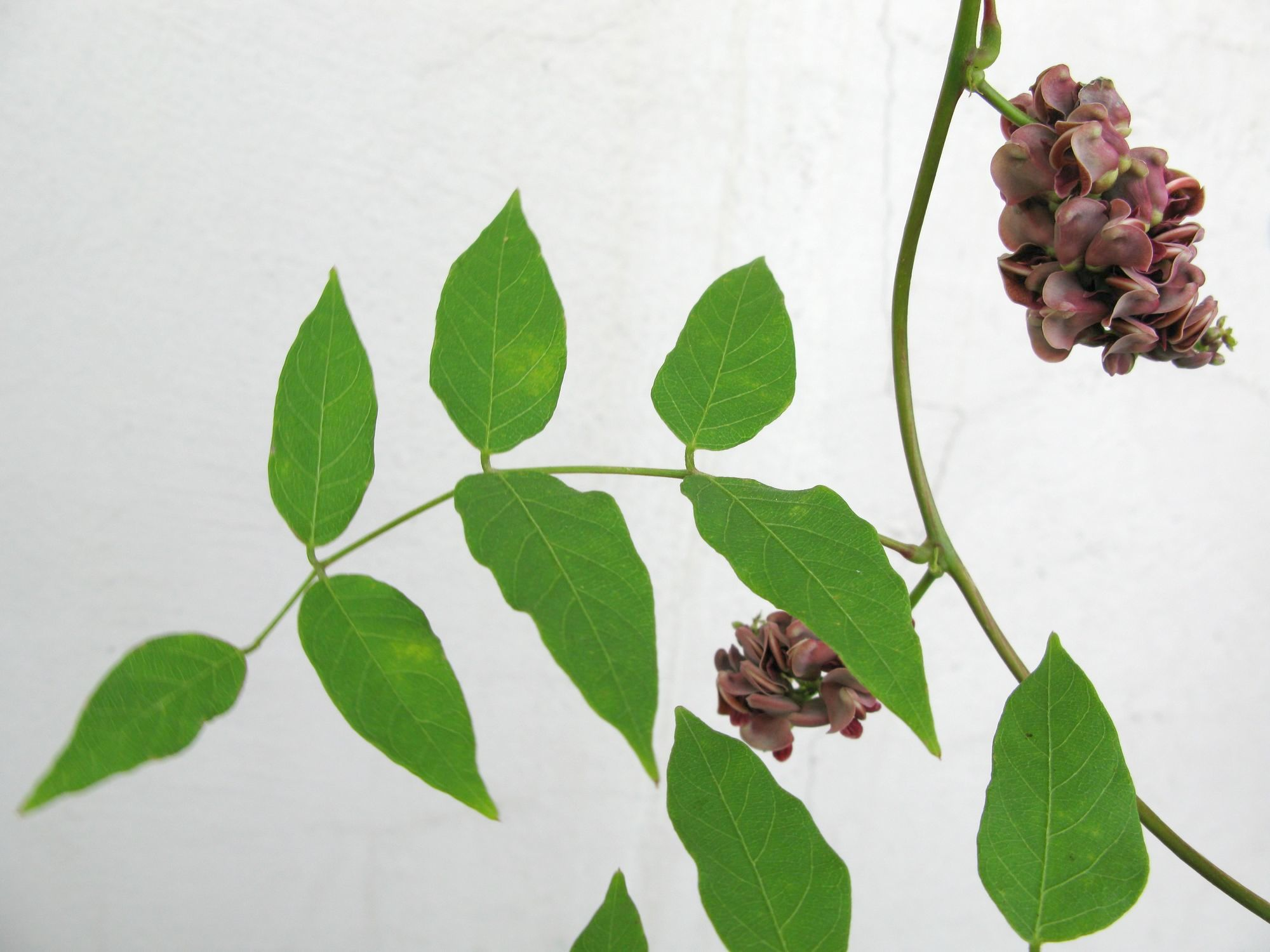
Stängel mit gefiederten Laubblatt und Blütenstand

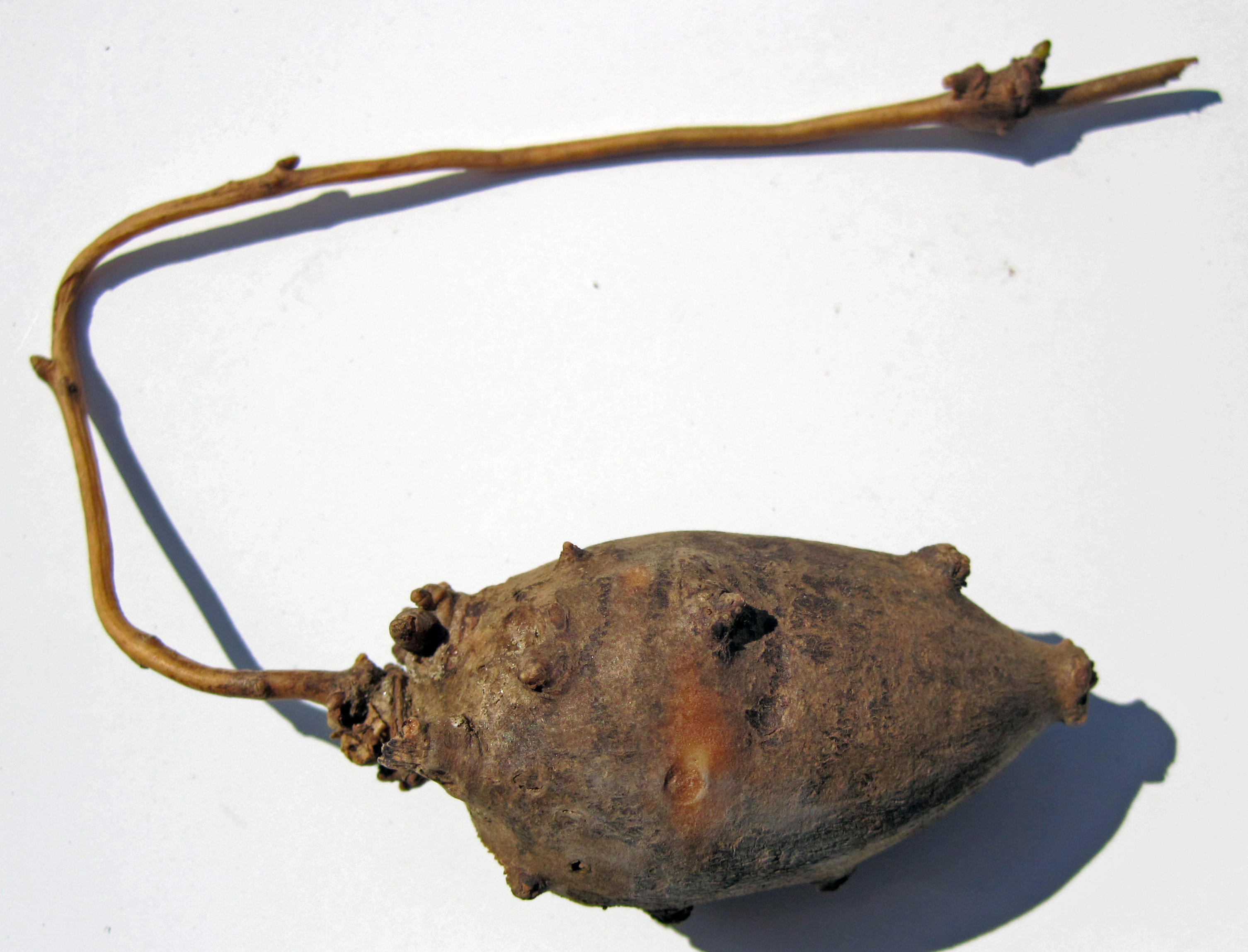
Pflanzenknolle

### Erscheinungsbild
Apios americana ist eine windende, ausdauernde krautige Pflanze. Die kurz flaumig behaarte bis kahle Sprossachse ist 1 bis 3 Meter, selten bis zu 6 lang und windet sich im Uhrzeigersinn (rechtsdrehend).
An einfachen oder verzweigten Rhizomen werden in Ketten aufgereiht als Überdauerungsorgane unterirdische, fleischige Knollen mit Durchmessern von 1 bis 8, selten bis zu 20 Zentimetern gebildet, die außen braun und innen weiß sind.

### Blatt
Die wechselständig angeordneten Laubblätter sind etwa 10 bis 20 Zentimeter lang und in Blattstiel sowie -spreite gegliedert. Die unpaarig gefiederte Blattspreite enthält meist fünf oder sieben Fiederblättchen. Die Stiele der Blätter sind meist 2 bis 7 Zentimeter lang. Die Blättchenstiele sind behaart. Die Nebenblätter sind früh abfallend. Die abfallenden Nebenblättchen sind wenige Millimeter lang. Die kurz gestielten, spitzen bis zugespitzten Blättchen sind bei einer Länge von 3 bis 6 Zentimetern eiförmig bis lanzettlich und kahl bis kurz behaart. Die Ränder der Blättchen sind ganzrandig.

### Blütenstand und Blüten
In seitenständigen, 5 bis 15 Zentimeter langen, traubigen Blütenständen stehen die etwa 40 bis 60 kurz gestielten Blüten dicht zusammen. Die Knoten der Blütenstandsachse sind verdickt und an ihnen befinden sich jeweils über einem Tragblatt ein oder zwei Blüten. Das Tragblatt ist bei einer Länge von 2 bis 2,5 Millimetern linealisch-pfriemförmig. Am 1 bis 4 Millimeter langen Blütenstiel befinden sich oben zwei linealisch-pfriemförmige Deckblätter.
Die zwittrigen Blüten haben einen starken aufdringlichen Duft und sind bei einer Länge von etwa 12 Millimetern zygomorph und fünfzählig mit doppelter Blütenhülle. Die fünf spärlich kurz flaumig behaarten Kelchblätter sind zu einer etwa 3 Millimeter langen glockenförmigen, vierzähnigen Kelchröhre verwachsen. Die fünf Kronblätter sind rötlich-braun, kastanien-, rosa- oder bräunlich-purpurfarben. Die Blütenkrone hat die typische Form der Schmetterlingsblüte. Die zurückgebogene Fahne ist bei einer Länge von 9 bis 13 Millimetern verkehrt-eiförmig, kreisförmig bis verkehrt-herzförmig mit kaum erkennbaren Öhrchen. Sie ist dachförmig gefaltet und hat eine Kapuzenspitze. Die Flügel sind etwa 8 Millimeter lang und 3 Millimeter breit und kürzer als die Fahne. Das Schiffchen ist nach innen gekrümmt. Es sind zehn diadelphische  Staubblätter vorhanden. Die Staubfäden sind kahl. Das einzige oberständige Fruchtblatt ist kahl.

### Frucht und Samen
Die Hülsenfrucht ist bei einer Länge von 5 bis 13 Zentimetern sowie einer Breite von 4 bis 7 Zentimetern linealisch. Die Hülsenfrucht enthält (2) 6 bis 13 Samen und öffnet sich durch sich spiralig aufdrehende Fruchtklappen. Die unförmigen Samen sind braun und leicht runzlig.

### Chromosomensatz
Die Chromosomengrundzahl beträgt x = 11; es liegt Diploidie oder Triploidie mit Chromosomenzahlen von 2n = 22 oder 33 vor.

## Ökologie
In Wurzelknöllchen wird Stickstoff fixiert. Die Ausbildung von Früchten wird selbst im Heimatgebiet nur selten beobachtet. Die triploiden Exemplare sind völlig steril.

## Verbreitung
Apios americana ist in Nordamerika in den kanadischen Provinzen New Brunswick,  Nova Scotia, Ontario sowie Québec und in den US-Bundesstaaten Illinois, Iowa, Kansas, Minnesota, Missouri, Nebraska, Oklahoma, South Dakota, Wisconsin, Connecticut, Indiana, Maine, Massachusetts, Michigan, New Hampshire, New Jersey, New York, Ohio, Pennsylvania, Rhode Island, Vermont, West Virginia, Colorado, Texas, Alabama, Arkansas, Delaware, District of Columbia, Florida, Georgia, Kentucky, Louisiana, Maryland, Mississippi, North Carolina, South Carolina, Tennessee sowie Virginia weitverbreitet. Die Art kommt eingeschleppt auch in Frankreich, Italien und Deutschland vor. In Rheinland-Pfalz ist sie in Einbürgerung begriffen. Seit 2000 wurde die Art auch in Baden-Württemberg im Murgtal im nördlichen Schwarzwald beobachtet.

## Taxonomie
Die Erstveröffentlichung von Apios americana erfolgte 1787 durch Friedrich Kasimir Medikus in Vorlesungen der Churpfälzischen physicalisch-ökonomischen Gesellschaft, Band 2, S. 355. Das Artepitheton americana bezieht sich auf die Herkunft aus Amerika. Synonyme für Apios americana Medik. sind: Glycine apios L., Apios tuberosa Moench, Apios americana var. turrigera Fernald.

## Nutzung
Die Knollen sollten nur gegart gegessen werden, da diese ähnlich wie Kartoffeln roh leicht giftig sind. Der Geschmack erinnert an geröstete Süßkartoffeln. Die Knollen können auch getrocknet und zu Mehl gemahlen werden; dieses Mehl kann beispielsweise zum Eindicken von Suppen und beim Brotbacken Getreidemehl hinzugefügt werden. Die Knollen enthalten 17 % Rohprotein, dies ist mehr als dreimal so viel wie in Kartoffeln enthalten ist. Die Knollen können in ihrem ersten Jahr geerntet werden, aber sie benötigen zwei bis drei Jahre, bis die für eine Vermarktung nötige Größe erreicht wird. Sie können zu jeder Jahreszeit geerntet werden, aber die beste Erntezeit liegt im Herbst. Im Herbst geerntete Knollen können bis zum Frühling des kommenden Jahres gelagert werden. Erträge von 2,3 kg Knollen je Pflanzenexemplar wurden dokumentiert. Die frühen Siedler in Nordamerika aßen die Knollen gekocht, frittiert oder gebraten und nannten sie „groundnuts“, „potato beans“ oder „Indian potatoes“. Die Pilgerväter Neuenglands überlebten ihre ersten Winter durch diese Knollen.
Die relativ kleinen Samen werden wie Bohnen oder Erbsen gegart und gegessen. Die Samen sind eine gute Quelle für Proteine und werden zu Mehl gemahlen und beim Brotbacken Getreidemehl hinzugefügt. Junge Hülsenfrüchte werden gegessen.
Pflanzenteile wurden in der Volksmedizin verwendet.
Apios americana wird als Zierpflanze verwendet. Ihre Blüten duften.

## Trivialnamen
Es gibt Trivialnamen in unterschiedlichen Sprachen:
- Englische Sprache: Groundnut, Wild potato, Indian potato,[9] American Potato-bean, American Potatobean,[15] apios, ground-bean, wild bean,[1] bog potato, Virginia potato, potato bean[2][4]
- Französische Sprache: gland de terre[1][4]
- Spanische Sprache: apio tuberoso[1]